# Eccremidium floridanum
Eccremidium floridanum är en bladmossart som beskrevs av H. Crum 1981 [1982. Eccremidium floridanum ingår i släktet Eccremidium och familjen Ditrichaceae. Inga underarter finns listade i Catalogue of Life.